# PSR J2222-0137
PSR J2222−0137 (PSR J2222) – bliski pulsar o masie około 1,2 masy Słońca, odległy od Ziemi o około 900 lat świetlnych i położony w gwiazdozbiorze Wodnika. Gwiazda stanowi układ podwójny z innym obiektem, którym jest najprawdopodobniej biały karzeł o masie wynoszącej około 1,05 masy Słońca i temperaturze powierzchni nie większej niż 3000 K, co czyni go najzimniejszym znanym białym karłem w momencie ogłoszenia jego odkrycia (czerwiec 2014). Sam PSR J2222 był w momencie jego odkrycia drugim najbliższym Ziemi pulsarem w układzie podwójnym i jedną z najbliższych gwiazd neutronowych.

## Nazwa
„PSR” oznacza po prostu „pulsar”, a oznaczenie „J2222−0137” określa przybliżone położenie obiektu na nieboskłonie.

## Odkrycie
Pulsar został odkryty w czasie przeglądu nieba w zakresie promieniowania 350 MHz przez radioteleskop Green Bank w 2013.

## Charakterystyka
Odległość do gwiazdy została określona z bardzo wysoką dokładnością i wynosi 267+1,2−0,9 parseków. PSR J2222 był w momencie jego odkrycia drugim najbliższym Ziemi pulsarem w układzie podwójnym i jedną z najbliższych gwiazd neutronowych. Masa pulsara wynosi około 1,20 M☉, szacowany wiek 6-12 Gyr, a okres obrotu nieco ponad 0,032 sekundy.
Dodatkowe obserwacje pokazały, że PSR J2222 jest układem podwójnym z okresem orbitalnym 2,45 dni i masą drugiego składnika wynoszącą więcej niż masa Słońca. Pomimo wielokrotnych prób bezpośredniej obserwacji drugiego składnika nie udało się to do tej pory, ale bezpośrednie dane obserwacyjne zachowania J2222 pozwalają na szacunkowe określenie jego typu i wielkości.
Według najbardziej prawdopodobnej hipotezy jest to bardzo stary i zimny biały karzeł o masie wynoszącej około 1,05 M☉ i temperaturze powierzchni poniżej 3000 K. Według współczesnych teorii ewolucji białych karłów, niewidzialny towarzysz PSR J2222 musiałby wejść już w fazę krystalizacji (Debye cooling regime) i składa się w większości ze skrystalizowanego węgla. Istnienie tego typu „diamentowych gwiazd” było już wcześniej przewidziane teoretycznie, ale ich bezpośrednie odkrycie jest niezmiernie trudne z powodu ich bardzo niskiej jasności.